# (100631) 1997 UH8
(100631) 1997 UH8 es un asteroide perteneciente al cinturón de asteroides descubierto el 29 de octubre de 1997 por Paul G. Comba desde el Observatorio de Prescott, Arizona, Estados Unidos.

## Designación y nombre
Designado provisionalmente como 1997 UH8.

## Características orbitales
1997 UH8 está situado a una distancia media del Sol de 2,900 ua, pudiendo alejarse hasta 3,559 ua y acercarse hasta 2,242 ua. Su excentricidad es 0,226 y la inclinación orbital 1,725 grados. Emplea 1804,52 días en completar una órbita alrededor del Sol.

## Características físicas
La magnitud absoluta de 1997 UH8 es 15,6. 